# JavaStation
 (octobre 2023).
Si vous disposez d'ouvrages ou d'articles de référence ou si vous connaissez des sites web de qualité traitant du thème abordé ici, merci de compléter l'article en donnant les références utiles à sa vérifiabilité et en les liant à la section « Notes et références ».
Ne doit pas être confondu avec Java Workstation.

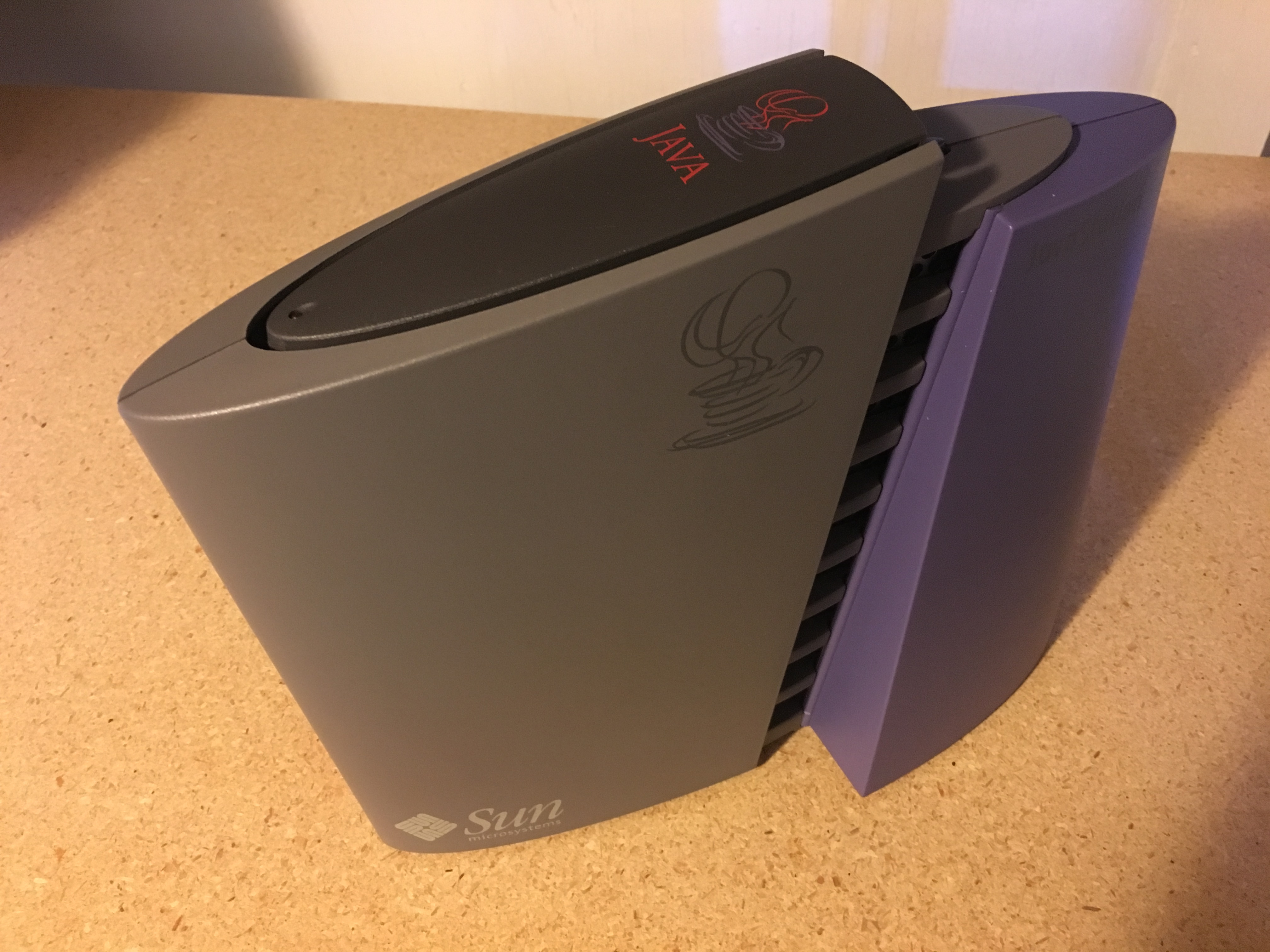
Une JavaStation.

La JavaStation est un ordinateur de type client léger développé par Sun Microsystems entre 1996 et 2000. Il était destiné exclusivement à faire fonctionner des applications Java. 
La JavaStation n'avait ni disque dur, ni lecteur de disquette ou CD-ROM. D'autre part, contrairement aux autres modèles du constructeur la connectique était celle des compatibles PC (clavier et souris type PS/2 et connecteur VGA). 
Il n'y a eu que deux modèles produits:
- JavaStation-1, aussi appelée "Mr. Coffee"
- JavaStation-10, aussi appelée "Krups"